# Tekkno
Tekkno ist eine historische Schreibweise von Techno und wird vor allem bei Old-School-Techno-Partys verwendet.
Sie wurde 1989 von den Berlinern des XDP eingeführt, um die Musik ihrer Partys von dem damals stilistisch einschränkenden deutschen Begriff von „Techno“ zu unterscheiden. Der im Deutschen als „Techno“ bezeichnete Sound war damals ein zusammenfassender Begriff von elektronisch orientiertem New Wave, also Synthiepop (Depeche Mode u. Ä.), Elektronik-Avantgarde (Kraftwerk u. Ä.), Electronic Body Music (Front 242 u. Ä.) und Post-Industrial (Skinny Puppy u. Ä.). Afroamerikanische Musik, wie z. B. House- und Acid House, Electro Funk (Africa Bambaataa u. Ä.), Disco (Donna Summer), Italo-Disco und Hi-NRG (Patrick Cowley u. Ä.) mit ihren unzähligen Crossovern waren in dieser Technodefinition nicht enthalten, sondern wurden sogar als gegensätzlich aufgefasst.
Dabei handelte es sich nicht nur um einen Begriff, sondern auch um die Trennung scheinbar gegensätzlicher Fangemeinden. Die Vertreter der „alten“ Definition versuchten ihren Begriff beizubehalten. Das äußerte sich Anfang der 1990er u. a. in der medialen Auseinandersetzung um das Fanzine Frontpage. Doch durch den enormen Erfolg der neuen Techno-Definition und ihrer großen Partys (z. B. den Raves, der Loveparade u. Ä.) war dieser Prozess nicht mehr aufzuhalten.
Tekkno war als Tanzmusik für die damalige Zeit ungewöhnlich rhythmusbetont. Daher wurde dieser Begriff auch zum Synonym für besonders harte Tanzmusik. Zeitweise wurde durch die Anzahl des Buchstaben „k“ die vermeintliche Härte des Sounds auf Partys und Compilations beworben (Tekno, Tekkno, Tekkkno…). Eine ähnliche Variante tauchte kurz darauf mit der Entstehung der Freetekno-Szene auf.